# Ос (река)
Ос (фр. Osse) је река у Француској. Дуга је 120 km. Улива се у Gélise. 